# Kürten
Kürten es un municipio situado en el distrito de Renania-Berg, en el estado federado de Renania del Norte-Westfalia (Alemania), con una población a finales de 2016 de unos 19 900 habitantes.
Se encuentra ubicado al sur del estado, en la región de Colonia, en el territorio montañoso de Sauerland, al norte del estado de Renania-Palatinado.